# .pro
.pro er et generisk topdomæne, der er reserveret til professionelle, det vil sige med autorisation inden for sit felt.
Domænet blev oprettet i 2001.
| Generiske topdomæner | Spire Denne artikel om generiske topdomæner er en spire som bør udbygges. Du er velkommen til at hjælpe Wikipedia ved at udvide den. |